# Se stasera sono qui (Andrea Celeste)
Se stasera sono qui è il quarto album in studio della cantautrice italiana Andrea Celeste, pubblicato nel 2013. 

## Il disco
Si tratta del primo disco in lingua italiana dell'artista ed è un album tributo ai cantautori della scena musicale genovese, ossia Fabrizio De André, Luigi Tenco, Bruno Lauzi, Umberto Bindi, Ivano Fossati, Gino Paoli e Vittorio De Scalzi. Quest'ultimo ha anche scritto e cointerpretato l'unico brano inedito dell'album, ossia Mentre cadiamo giù.
In un altro brano del disco, cioè la cover di Se stasera sono qui, vi collabora Zibba.

## Tracce
1. L'ufficio in riva al mare
2. Che cosa c'è
3. Noi due
4. Se stasera sono qui (feat. Zibba)
5. L'angelo e la pazienza
6. Un giorno dopo l'altro
7. La ballata dell'amore cieco
8. Genova e la luna
9. Mentre cadiamo giù (feat. Vittorio De Scalzi)
10. Sera sul mare